# 大圣保禄圣殿 (那不勒斯)

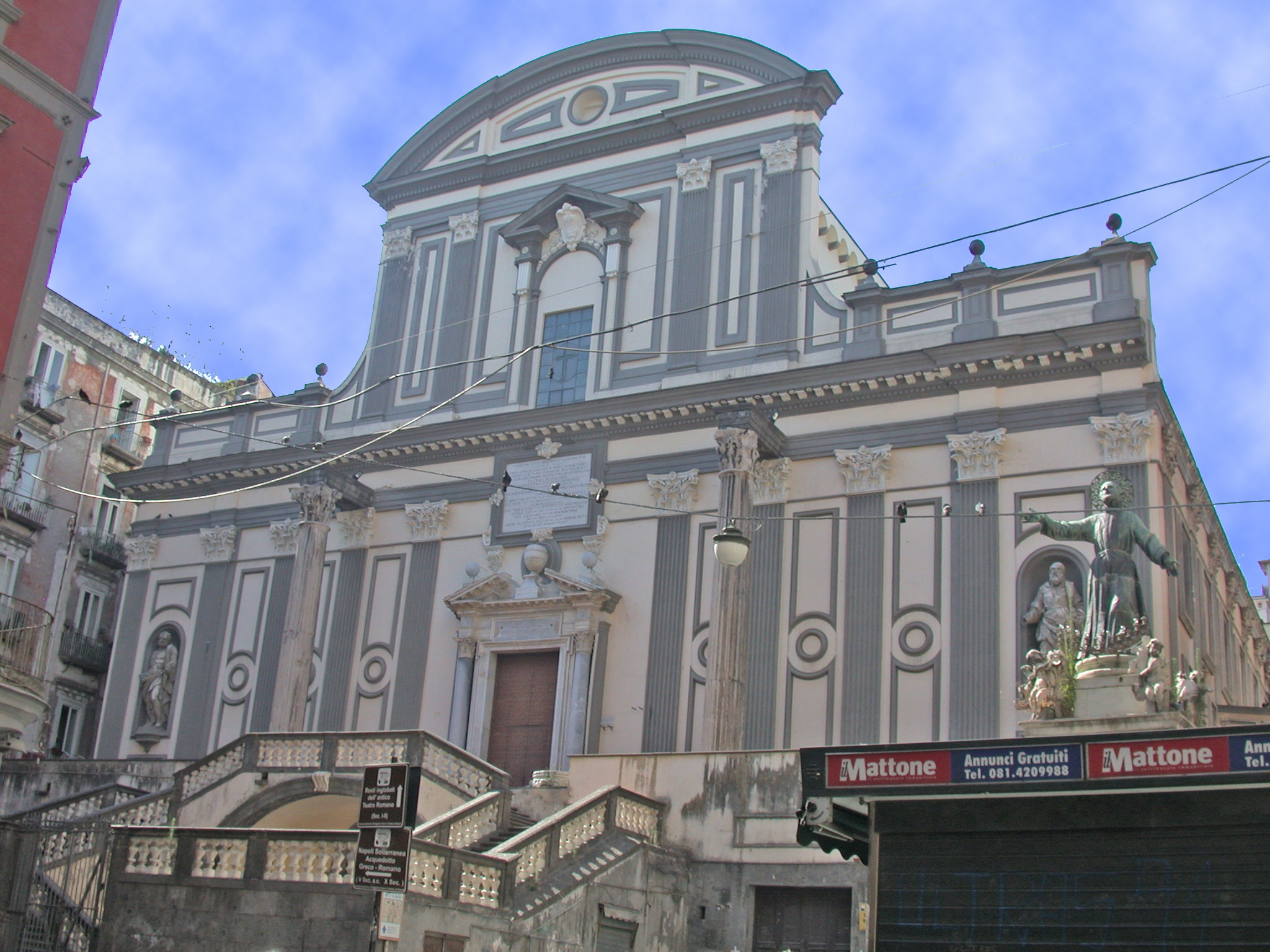
立面

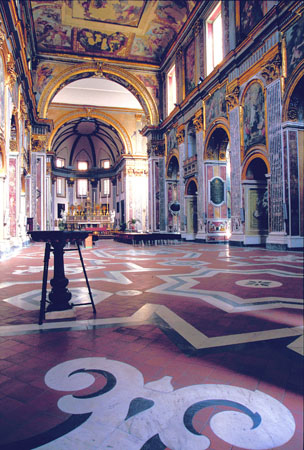
内部

大圣保禄教堂（San Paolo Maggiore）是意大利南部城市那不勒斯的一座罗马天主教宗座圣殿，加埃塔诺广场上的两座大教堂之一，埋葬着神职界修会会祖聖嘉耶當。

## 历史
这座巴洛克教堂位于公元1世纪狄俄斯库里神庙的遗址.神庙的前部，包括6根柱子和三角形的山墙凹面，直到1688年被地震损毁之前仍可看到。目前的教堂立面包括两根古代神庙的两根柱子。
这个地点第一座供奉圣保禄的教堂兴建于8-9世纪，以庆祝那不勒斯公国对撒拉逊人的胜利。这座教堂占据了神庙门廊后面的区域。 
1538年，神职界修会获得了这座建筑。1580年代初期，建筑全面重建，开始于十字型翼部和多边形后殿，随后是中央走道。走廊开始于1625年。在教堂的装饰中，显著的是马斯莫·斯坦茨奥内（Massimo Stanzione）为中央走道天花板所作的画。在修会的创始人圣加耶当封圣之际，Dionisio Lazzaro错误地将立面与庙宇的柱子用一面墙相连，造成这座建筑在1688年崩塌。 
装饰在18世纪继续进行，多梅尼克·安东尼奥·瓦卡罗（Domenico Antonio Vaccaro）和弗朗切斯科·索利梅纳（Francesco Solimena）利用了古代庙宇的大理石铺砌地面和中央走道的壁柱。
这座教堂在1943年遭到盟军飞机的轰炸而严重受损，使得马斯莫·斯坦茨奥内的壁画几乎完全毁灭。

## 内部
内部为拉丁十字平面。中央走道保留有斯坦茨奥内的壁画“圣保禄和圣伯多禄的历史”。索利梅纳的壁画保存在更衣所。在中央走道还有多梅尼克·安东尼奥·瓦卡罗的守护天使雕塑(1712年)。 正祭台由富格（Ferdinando Fuga）雕刻于1775-1776年。

## 修道院
修道院由神职界修会重建于16世纪后期，占用了从前的异教庙宇。修道院本身为正方形平面，在其中心用一些小圆柱支撑。
墙上的壁画中，有一幅是阿尼罗·法尔科内（Aniello Falcone）的作品，已经消失。

## 图片

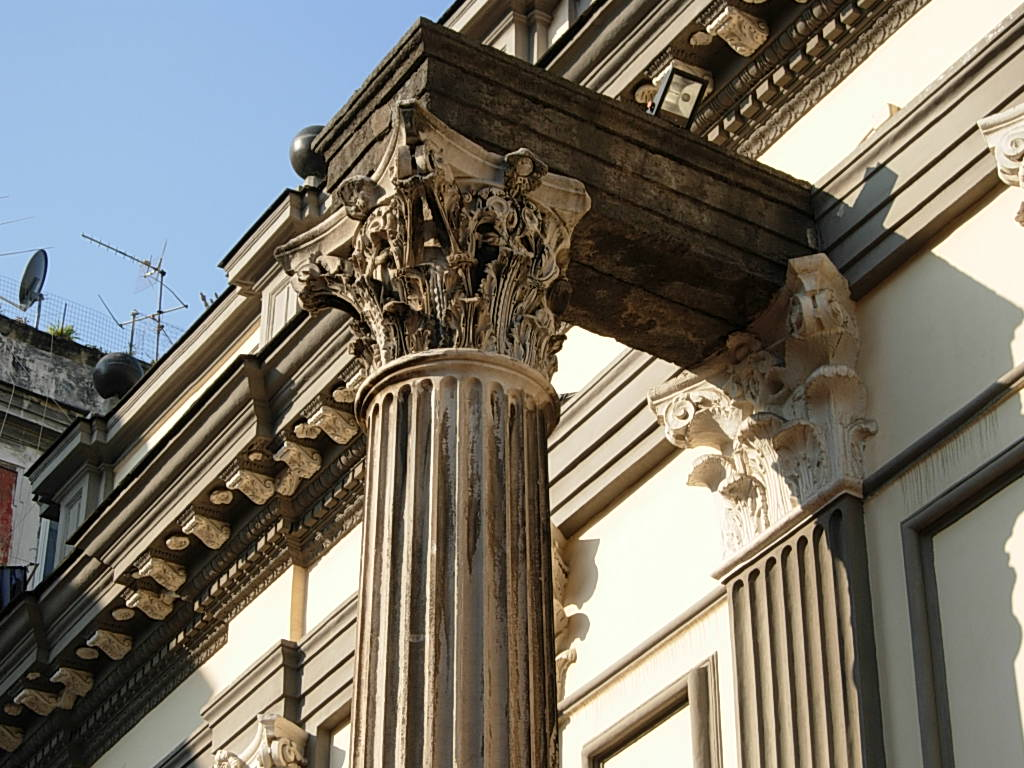
科林斯式柱细部
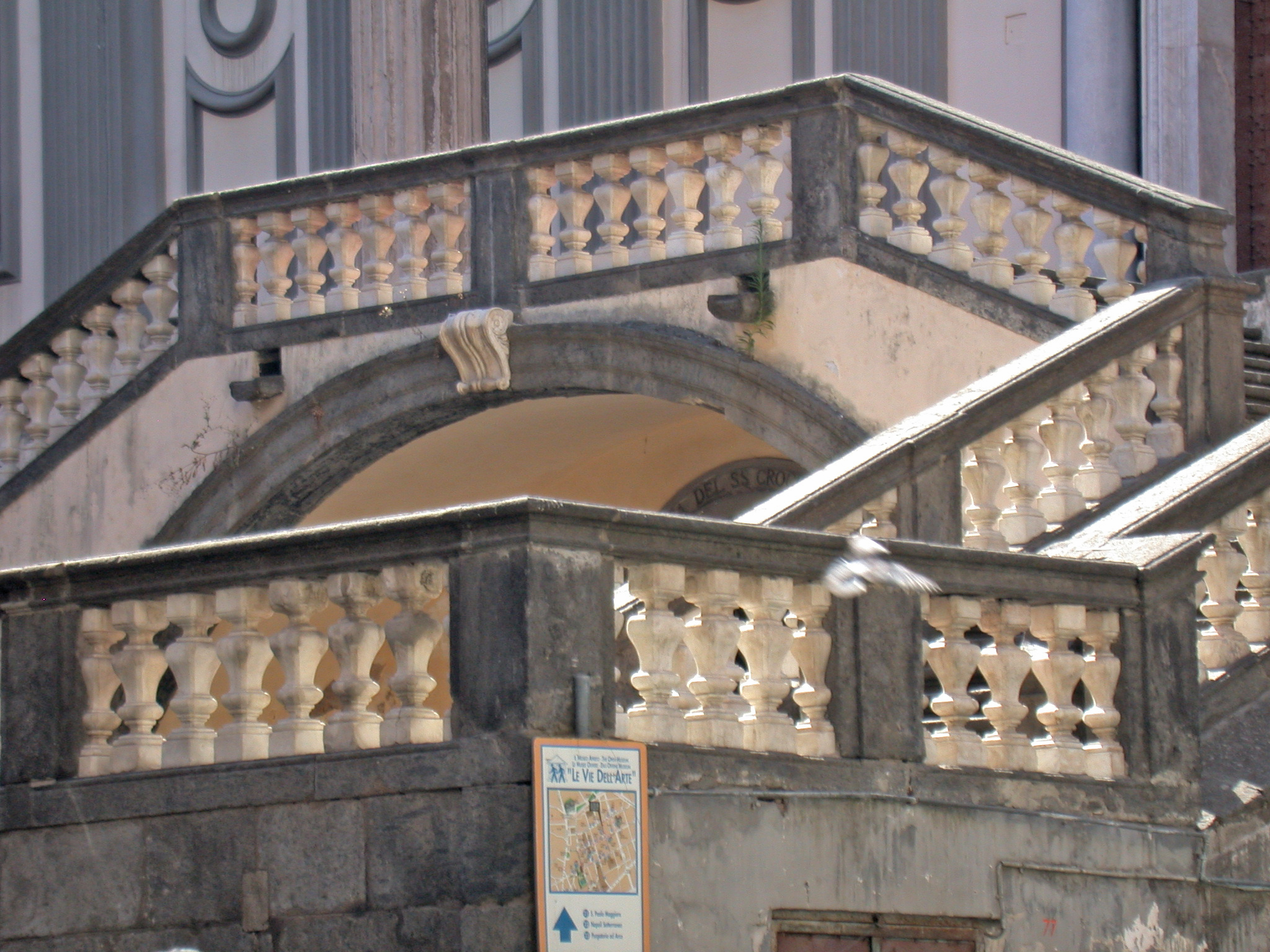
外楼梯细部
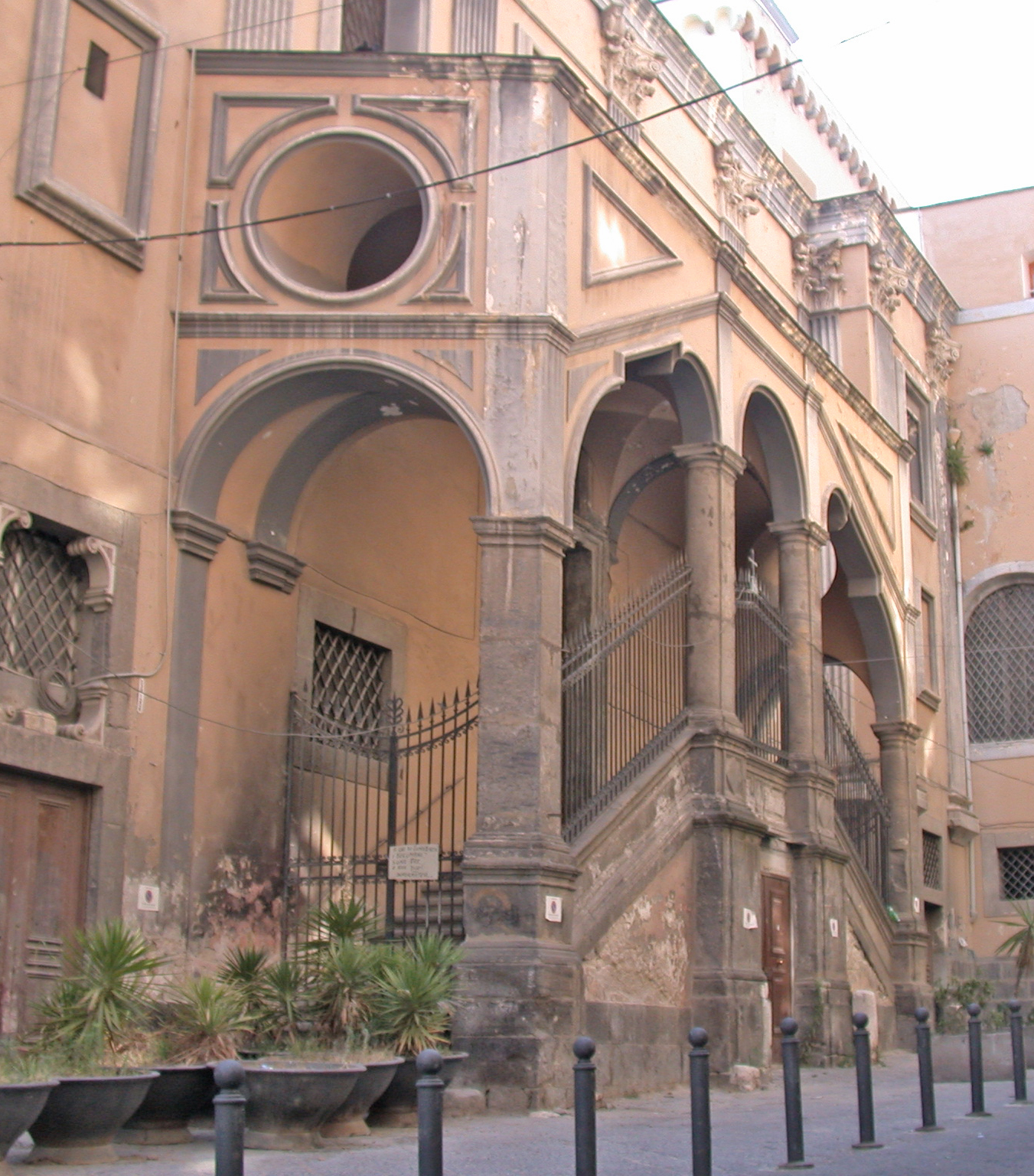
侧楼梯
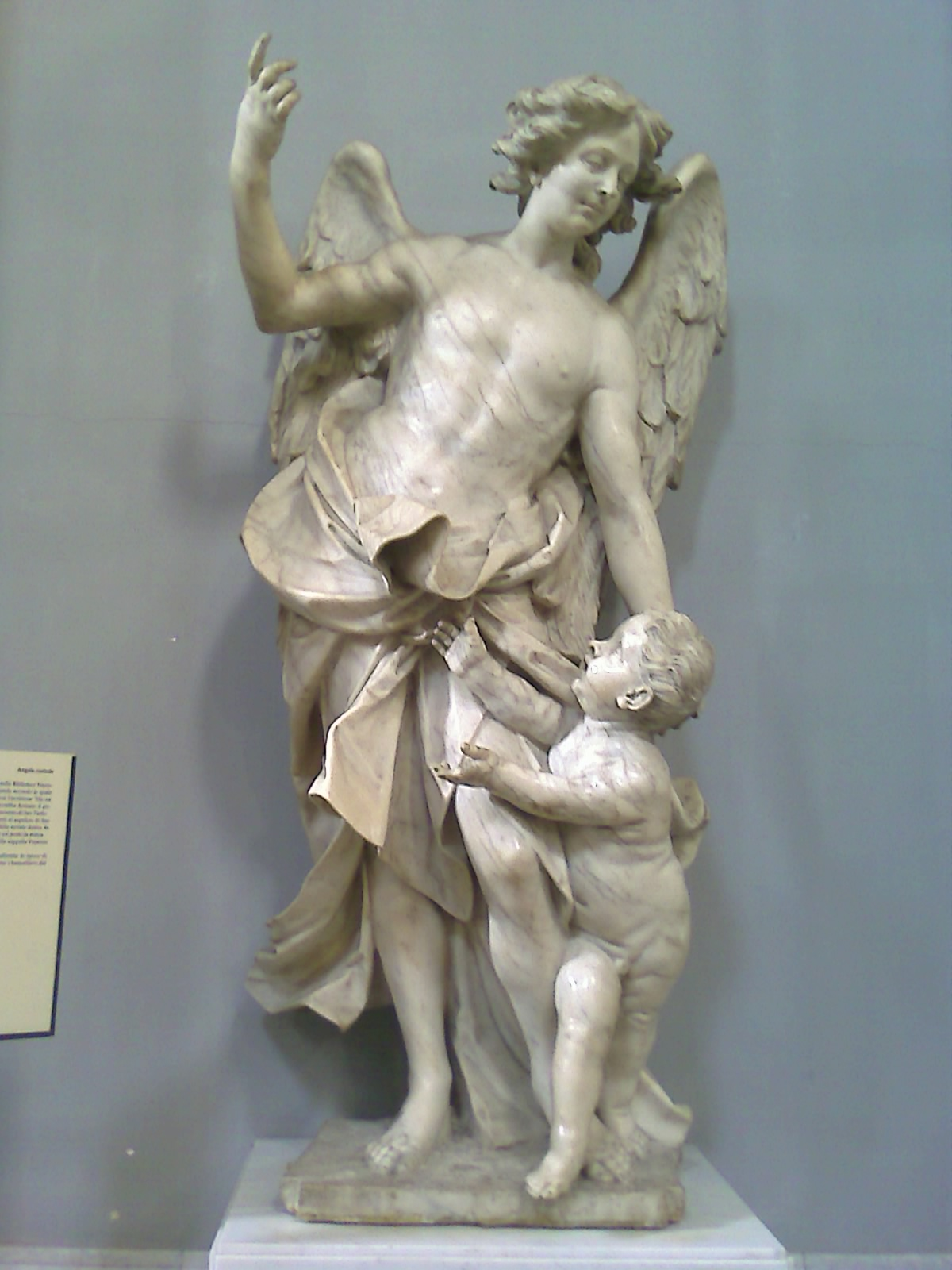
瓦卡罗的天使雕像